# زهرة اللوتس الحمراء (مسلسل كوري)
زهرة اللوتس الحمراء (بالكورية: 장화홍련)؛ هو مسلسل تلفزيوني من كوريا الجنوبية، عُرض على قناة كي بي إس 2 من 20 أكتوبر 2009 إلى 23 أبريل 2010 .

## القصة
جانغ هوا هي المرأة التي تجذب انتباه الجميع بحبها وبمظهرها الرائع، كان لديها زواج مثالي وتتمتع بحياتها الفاخرة، هي فقط تهتم بذاتها، ولم تتغير بعد زواجها. تحلم هونغ ريون الأم العزباء المحرومة، بأن يكون لها أسرة سعيدة خاصة بها، لكن هذا الأمل المتواضع ليس سهلاً عليها. تواجه المرأتان المتناقضتان بعضهما البعض، حيث تتخلى جانغ هوا عن حماتها وتبدأ هونغ ريون في الاعتناء بها.

## بطولة
- يون ها يونغ بدور هونغ ريون[3]
- كيم سي اه بدور جانغ هوا
- جانغ هيون-سونغ بدور كانغ تاي يون
- أهن سون يونغ بدور جين جونغ هاي

## المشاهدات
سجلت الدراما 23% وهو أعلى رقم مسجل خلال بثها حتى نهايتها .

## روابط خارجية
- زهرة اللوتس الحمراء على هانسينما